# Vliegramp op Cebu 1957
De vliegtuigramp op Cebu op 17 maart 1957 betrof een crash van een militair transportvliegtuig van het type Douglas C-47 op het Filipijnse eiland Cebu. Bij de vliegramp kwamen 25 van de 26 inzittenden om het leven, onder wie toenmalig president van de Filipijnen Ramon Magsaysay.

## Voorafgaand aan de vlucht
Op 16 maart 1957 was president Ramon Magsaysay rond een uur of vier 's middags met een militair transportvliegtuig, genaamd Mt. Pinatubo, gearriveerd in Cebu City. Na korte beleefdheidsbezoeken aan voormalig president Sergio Osmeña en aartsbisschop Julio Rosales. Hierna hield hij toespraken op de University of the Visayas waarhij een eredoctoraat in de rechten kreeg uitgereikt, de University of the Southern Philippines, de Southwestern University en rond acht uur 's avonds op de University of San Carlos. Aansluitend dineerde hij met zijn gezelschap in de residentie van burgemeester Sergio Osmeña jr. en bezocht hij een ter ere van hem georganiseerd bal in Club Filipino. Rond middernacht vertrok hij naar Lahug Airport, om vanuit daar met de Mt. Pinatubo weer terug te vliegen naar Manilla. Andere passagiers van het vliegtuig waren voormalig senator Tomas Cabili, minister van Onderwijs Gregorio Hernandez, afgevaardigde Pedro Lopez en commandant van de Filipijnse luchtmacht generaal Benito Ebuen, diverse assistenten van de president, onder wie voormalig olympisch bokser Felipe Nunag, en drie journalisten.

## Fatale gebeurtenissen
De Mt. Pinatubo steeg rond 1 uur 's nacht op 17 maart op van Lahug Airport op weg naar Nichols Field in de buurt van Manilla, een afstand van ongeveer 640 kilometer. Het weer was prima met enkele wolken en een heldere maan. Hoewel lijnvluchten van Cebu richting Manilla normaal gesproken eerst parallel langs de kust vlogen voor er voldoende hoogte was bereikt, vloog de Mt. Pinatubo volgens ooggetuigen direct richting de centraal op het eiland Cebu gelegen bergketen. Om 17 over 1 werd vanuit het vliegtuig contact opgenomen met Malacañang Palace, met het verzoek de president rond kwart over drie op te halen op Nichols Fiels. Daarna werd niets meer vernomen van het vliegtuig.
Toen het vliegtuig op het verwachte aankomsttijdstip niet verscheen, werd alarm geslagen. De Filipijnse luchtmacht begon daarop in samenwerking met de Amerikaanse luchtmacht en marine een zoekactie, die in eerste instantie werd geconcentreerd op de zee. Halverwege de middag verklaarde een lokale bestuurder in Cebu dat het vliegtuig was neergestort op Mount Manunggal, in Balamban, zo'n 32 kilometer ten noordwesten van Cebu City. Lokale bewoners hadden de crash gehoord en het brandende wrak gevonden. Bij het wrak vonden ze een overlevende met tweede en derdegraads brandwonden, die daarop naar bewoond gebied werd vervoerd. Het bleek Nestor Mata, een verslaggever van de Philippine Herald. Hij verklaarde dat het vliegtuig rond 1:40 uur was neergestort. Een groep militaire hulpverleners arriveerde de volgende ochtend 18 maart op de plek van de ramp. Het ernstig verbrande lichaam van president Ramon Magsaysay werd later geïdentificeerd door zijn broer aan de hand van zijn horloge. De identificatie werd later bevestigd door zijn gebitsgegevens. Vicepresident Carlos Garcia, die op het moment van de crash een bijeenkomst van SEATO bijwoonde in Australië, werd daarop enkele uren later ingezworen als nieuwe president van de Filipijnen.

## Onderzoek
Hoewel er in eerste instantie werd gespeculeerd dat het ongeluk was veroorzaakte door sabotage, werd er geen bewijs gevonden die deze theorie ondersteunde. Op 27 april 1957 verklaarde generaal Manuel F. Cabal, de hoogste baas van de Philippine Constabulary dat het ongeluk was veroorzaakt door metaalmoeheid. Hierdoor was kort na het opstijgen een aandrijfas van de carburator van de rechter motor afgebroken en was er een stroomstoring ontstaan. Dit leidde uiteindelijk tot het fatale ongeluk. Het onderzoek werd later gedocumenteerd in de elfde uitzending van de Filipijnse nieuwsshow "Case Unclosed".

## Monumenten en herdenking
In de buurt van de rampplek in Balamban werd een monument opgericht voor president Magsaysay. Elk jaar vindt er een soort pelgrimstocht plaats naar deze locatie. De barangay waar het ongeluk plaatsvond werd later hernoemd naar Magsaysay.